# Sunny Valley
Sunny Valley az Amerikai Egyesült Államok északnyugati részén, Oregon állam Josephine megyéjében, az Interstate 5 közelében elhelyezkedő önkormányzat nélküli település.
A Grave-patak felett fedett híd található.
A posta 1945 és 1965 között működött.

## Fordítás
- Ez a szócikk részben vagy egészben  a   Sunny Valley, Oregon című angol Wikipédia-szócikk ezen változatának fordításán alapul.  Az eredeti cikk szerkesztőit annak laptörténete sorolja fel. Ez a jelzés csupán a megfogalmazás eredetét és a szerzői jogokat jelzi, nem szolgál a cikkben szereplő információk forrásmegjelöléseként.